# Alachua
Alachua é uma cidade localizada no estado americano da Flórida, no condado de Alachua. Foi fundada em 1884 e incorporada em 12 de abril de 1905.

## Geografia
De acordo com o United States Census Bureau, a cidade tem uma área de 91 km², onde 90 km² estão cobertos por terra e 1 km² por água.

### Localidades na vizinhança
O diagrama seguinte representa as localidades num raio de 24 km ao redor de Alachua.

## Demografia
Segundo o censo nacional de 2010, a sua população é de 9 059 habitantes e sua densidade populacional é de 100,65 hab/km². Possui 4 037 residências, que resulta em uma densidade de 44,85 residências/km².